# Головкин бастион Петропавловской крепости
Головкин бастион — памятник архитектуры. Расположен в Петроградском районе Санкт-Петербурга в северной части Петропавловской крепости. Назван в честь надзиравшего за строительством Г. И. Головкина.
Изначально, как и все бастионы и куртины крепости, бастион был земляным. Перестройка в камне началась в 1707—1709 и завершилась в 1730 году. В 1704—1705 годах на территории бастиона был сделан земляной кавальер (позднее — каменный Кавальер Анны Иоанновны). В 1752 году по проекту инженера В. Сипятина был пристроен пандус («каменная аппарель») для подъёма на стену орудий и боеприпасов. Для большей крепости у бастиона нет бойниц, его фасы продолжены прикрывающими фланки орильонами. В левом орильоне расположена сортия. В фасах бастиона было расположено три пороховых погреба, во фланках были сделаны двухъярусные оборонительные казематы, которые в середине XIX века перестроили в одноярусные и использовали как склады. В конце XVIII — первой половине XIX века помещения под аппарелью и камеры в фасах использовались как одиночные камеры.
В 2011 году стены бастиона были отреставрированы.